# Акаба (провінція)
Провінція Акаба (араб. محافظة العقبة) — одна з дванадцяти провінцій Йорданії. Розташована на півдні країни. Була утворена в 1994 році внаслідок відділення від провінції Маан. Посідає четверте місце в Йорданії за площею та десяте — за кількістю населення. Адміністративний центр — портове місто Акаба.

## Географія

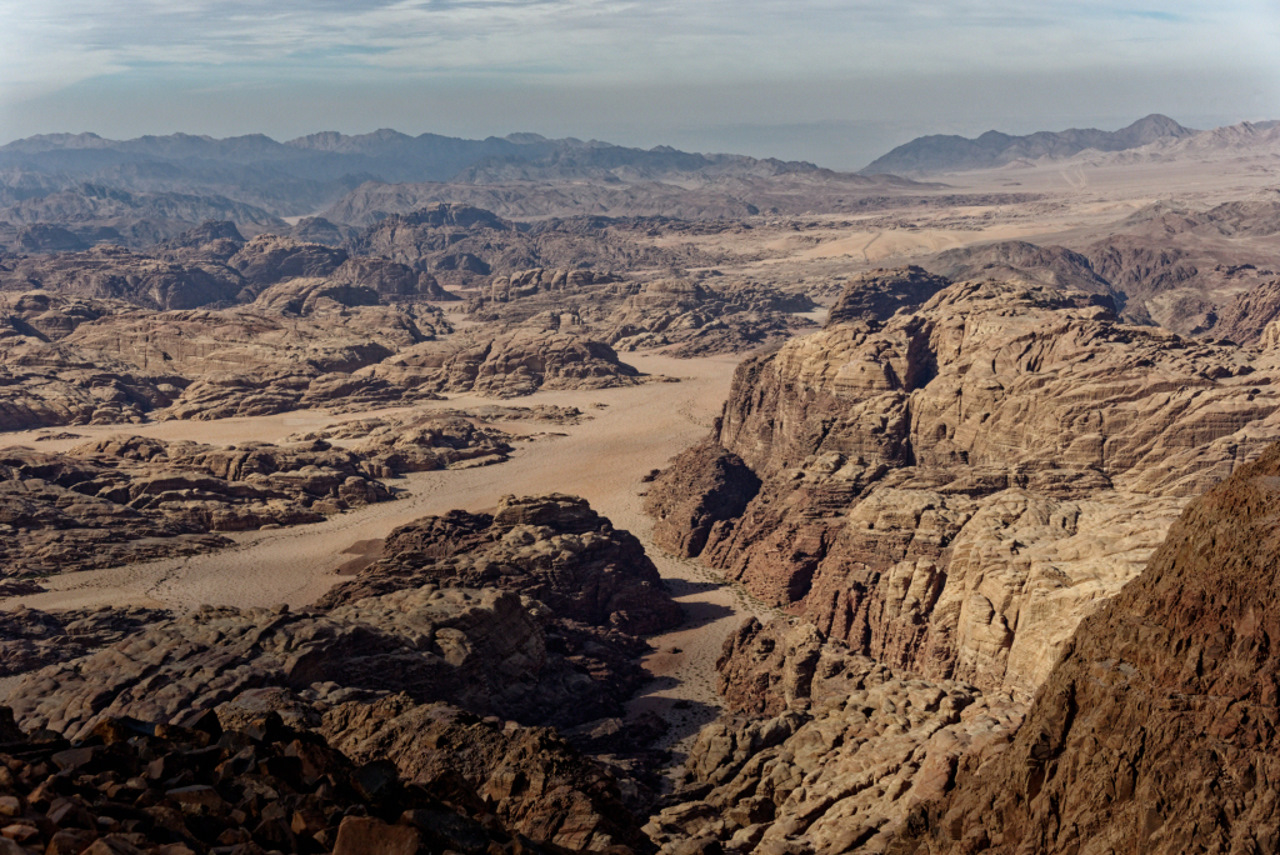
Вид з вершини Умм-ед-Дамі, найвищої точки Йорданії

Провінція Акаба лежить у південно-західній частині Йорданії. Вона межує з провінцією Маан зі сходу, провінцією Ет-Тафіла — з півночі, Саудівською Аравією — з півдня, Ізраїлем — із заходу та Акабською затокою — з південного заходу. 
Провінція Акаба має два міжнародних пункти пропуску: Ед-Дурра — із Саудівською Аравією та Арава — із Ізраїлем.
До 1965 року державний кордон між Йорданією та Саудівською Аравією пролягав за кілька кілометрів на південь від Акаби. Втім, за ініціативи короля Хусейна бін Таляля в обмін на ділянки в пустелі до Йорданії відійшли 12 км цінної прибережної смуги. На самому півдні провінції, біля йордансько-саудівського кордону лежить найвища гора Йорданії — Умм-ед-Дамі (1854 м над рівнем моря). 
Крізь регіон проходить рифтова долина Ваді-ель-Араба, що є частиною більшої Йорданської рифтової долини, яка проходить від затоки Акаба на Червоному морі до узбережжя Мертвого моря.

## Історія
Місцевість навколо Акаби було заселена з 4-го тисячоліття до н. е. За римської доби місто мало провідне значення, оскільки в ньому закінчувалася Нова Траянова дорога. До того ж, Акаба, що тоді мала назву Айла, була місцем дислокації гарнізону 10-го римського легіону Fretensis.
Напис арабською мовою IV століття, що був знайдений у Ваді-Рам в провінції Акаба є найдавнішою відомою пам'яткою арабської писемності.
У 1917 році під час Великого Арабського повстання в регіоні сталася битва при Акабі. В ній арабські сили під командуванням Томаса Едварда Лоуренса завдали поразки турецькому гарнізону, завершивши багатовікове османське панування на Близькому Сході.

## Економіка
Провідною галуззю економіки регіону є туризм. Центр регіону, місто Акаба, є одним з провідних курортів Червономорської Рив'єри. Також в провінції розташована кам'яна пустеля Ваді-Рам, відома своїми «позаземними» пейзажами.
Майже вся зовнішня торгівля Йорданії здійснюється через Акабу — єдиний морський порт Йорданії. Порт лежить на відстані близько 15 км від середмістя Акаби. Під час іраксько-іранської війни 1980—88 років порт Акаба був основним джерелом експорту Іраку.

## Галерея

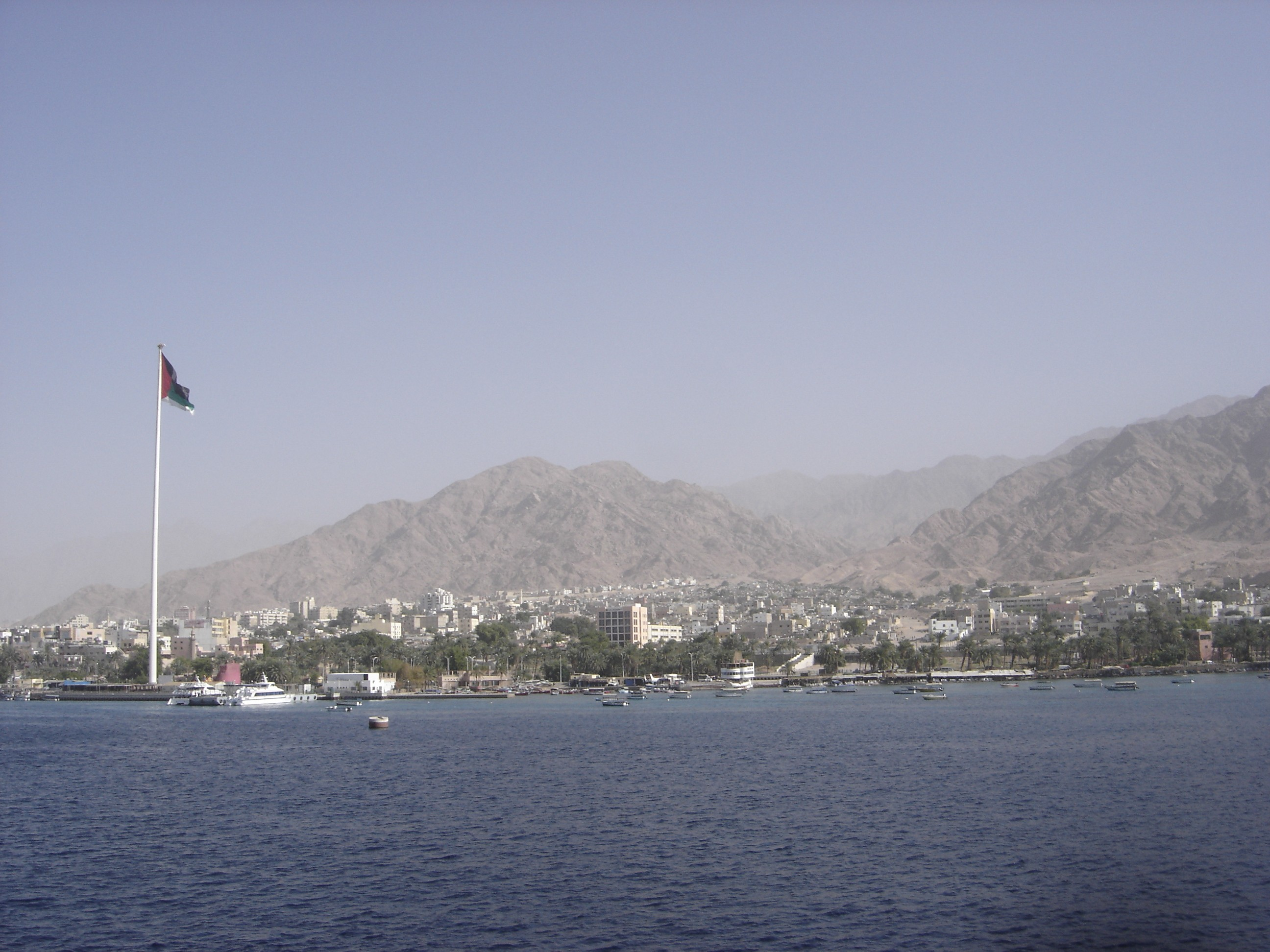
Портове місто Акаба
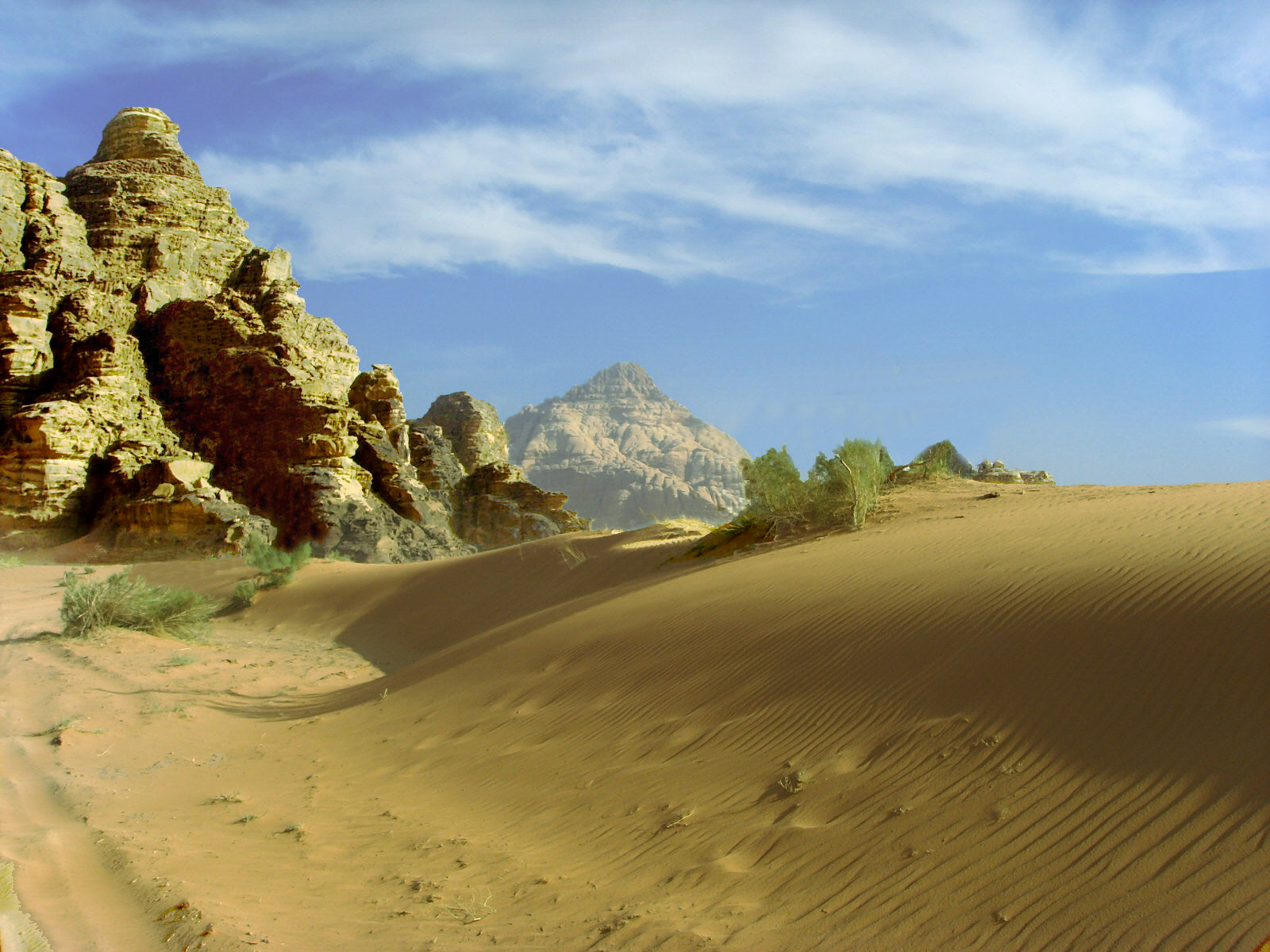
Пустеля Ваді-Рам
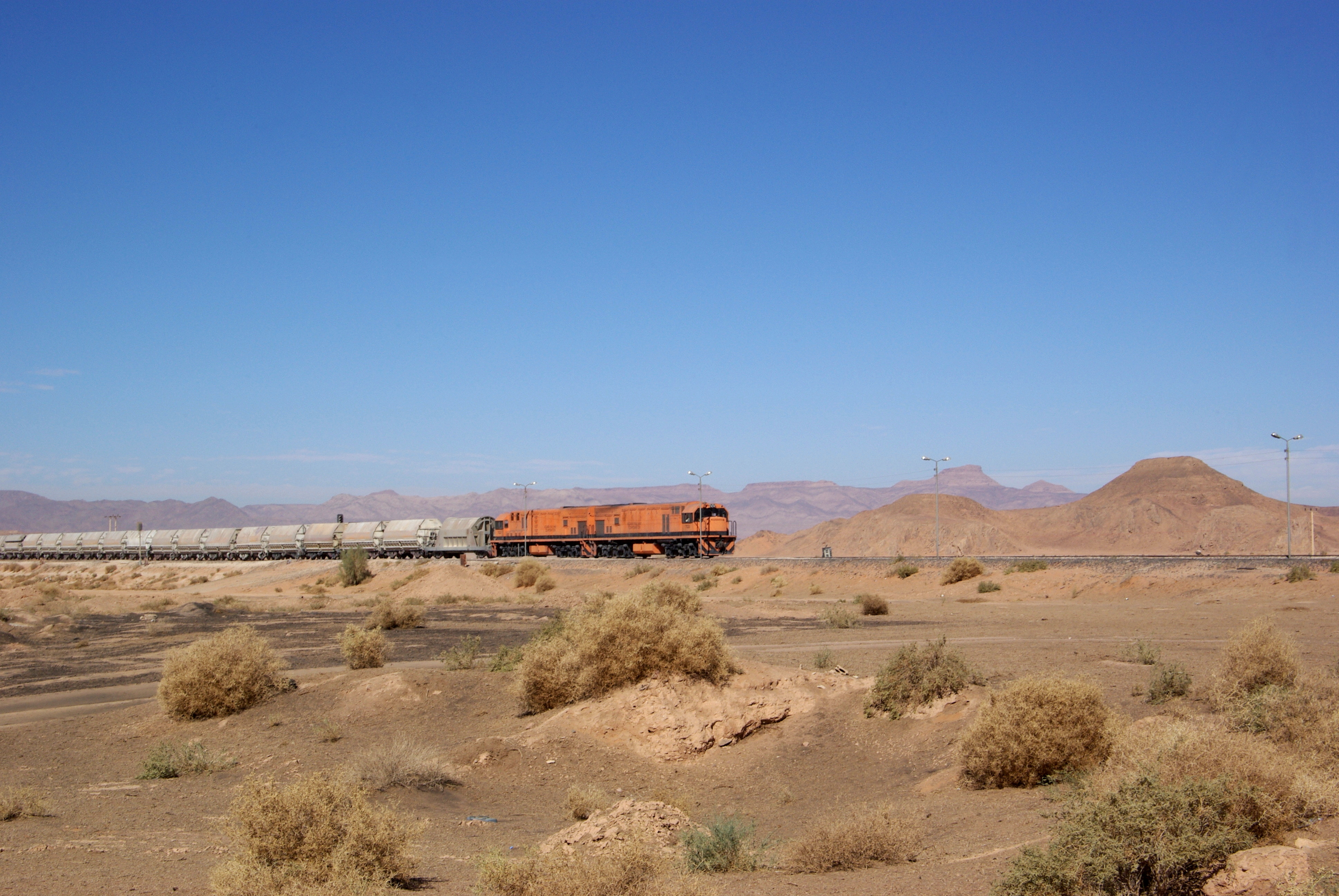
Потяг, що їде з порту Акаба
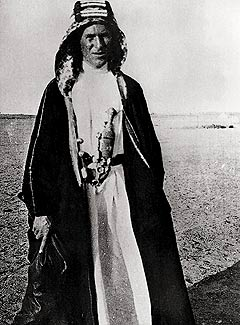
Томас Едвард Лоуренс